# Jan Wawrzkowicz
Jan Wawrzkowicz (ur. 19 lutego 2001) – polski lekkoatleta specjalizujący się w biegach sprinterskich. Medalista mistrzostw Polski.
Rekordy życiowe:
- bieg na 400 metrów – 46,75 (30 lipca 2022, Poznań).
- bieg na 300 metrów – 33,55 (29 kwietnia 2023, Poznań).
- bieg na 200 metrów - 21,73 (22 maja 2022, Poznań).